# Companhia da Linha de Itália
A Companhia da Linha de Itália (originalmente Compagnie de la Ligne d’Italie) foi uma companhia de caminho de ferro suíça criada em 1858 e comprada em 1874 pela Companhia do Simplon que virá a ser a Companhia do Jura-Simplon

## História
Desde a lei federal de 28 de Julho de 1852, as concessões para a construção e exploração das linhas de caminho de ferro são da competências de cada cantão suíço o que provocou uma certa aventura ferroviária na época, mas a multiplicação de pequenas companhias e a falta de coordenação entre elas levou à necessidade de fusão, e foi isso o que aconteceu com a Companhia da Linha de Itália.
A linha da companhia de Itália começou com o percurso Le Bouveret-São Maurício-Martigny. A continuação até Sion teve inúmeros problemas, e em particular na região de Saxon onde o problema das expropriação além de atrasar os trabalhos foram uma das causas do desaparecimento da companhia. A linha Le Bouveret-Sion, no entanto, foi aberta em 1860. 
A companhia que havia iniciado os trabalhos de prolongação até Briga é posta em liquidação em 1865, e a nova concessão é dada ao consórcio da Companhia da Suíça ocidental, que fusionará em 1889 com a Companhia Jura-Berna-Lucerna para se tornar na  forte Companhia do Jura-Simplon.